# 푸드 파이트
《푸드 파이트》(フードファイト) 또는 《푸드 파이터》는 2000년 7월 1일부터 같은 해 9월 16일까지 NTV에서 매주 토요일 (서프라이스 새터데이 시간대)에 방송된 일본의 텔레비전 드라마이다. 총 11화이다.

## 출연진
- 이하라 미츠루 - 쿠사나기 츠요시
- 타무라 마나미 - 후카다 쿄코
- 미야조노 사에카 - 미야자와 리에
- 키사라기 에이이치 - 카케이 토시오
- 타나베 세이이치
- 미야조노 쿄사쿠 - 사노 시로
- 앵무새 큐타로 (목소리) - 기무라 타쿠야

## 제작진
- 기획 - 노지마 신지

## 주제가
- 〈라이온 하트〉 SMAP (작사: 노지마 신지, 작곡: 코모리타 미노루)